# San Cipriano d’Aversa
San Cipriano d’Aversa – miejscowość i gmina we Włoszech, w regionie Kampania, w prowincji Caserta.
Według danych na rok 2004 gminę zamieszkiwało 12 507 osób, 2084,5 os./km².